# Offshore-Windpark Hohe See
Der Windpark EnBW Hohe See (ehemals Hochsee-Windpark Nordsee) ist ein Offshore-Windpark in der Nordsee, der im Oktober 2019 in Betrieb gegangen ist. Der Windpark befindet sich im Eigentum von EnBW Energie Baden-Württemberg und dem kanadischen Energieunternehmen Enbridge und verfügt über eine installierte Leistung von 497 MW. Hierzu wurden 71 Windkraftanlagen des Typs Siemens SWT-7.0-154 mit einer Nennleistung von jeweils 7 MW errichtet.

## Lage

Lage von Hohe See innerhalb der Windparks in der Deutschen Bucht

Das Gebiet des Windparks EnBW Hohe See liegt in der deutschen ausschließlichen Wirtschaftszone der Nordsee, 90 km nördlich von Borkum und 100 km nordwestlich von Helgoland. Es befindet sich südsüdöstlich des bereits in Betrieb befindlichen Offshore-Windparks Global Tech I. Das Areal liegt trotz des Namens nicht auf „hoher See“, sondern auf dem Festlandsockel.
Die Windkraftanlagen wurden auf einer Fläche von 42 km² bei Wassertiefen von etwa 40 m errichtet.

## Geschichte
Der Windpark wurde auf Antrag der EOS Offshore AG aus Varel am 5. Juli 2006 vom Bundesamt für Seeschifffahrt und Hydrographie genehmigt. Der neue Name besteht seit dem 2. Dezember 2009. Genehmigungsinhaber ist jetzt die EnBW Hohe See GmbH & Co. KG in Stuttgart, ehemals EnBW Nordsee Offshore GmbH.
Im November 2012 legte EnBW das Projekt wegen juristischer Unsicherheiten zunächst auf Eis. Als Grund für diese Entscheidung gab EnBW an, dass nicht sichergestellt werden konnte, dass der Windpark zügig ans Netz angeschlossen werde. Anschließend führte der Konzern die Planung jedoch fort. Im Februar 2016 wurde Siemens als bevorzugter Lieferant für die 71 Windenergieanlagen (WEA) samt Fundamentierung ausgewählt und ein an Bedingungen geknüpfter Auftrag vergeben. Zu diesem Zeitpunkt waren ebenfalls alle weiteren Großaufträge bereits vergeben. Die finale Bauentscheidung wurde im Februar 2017 getroffen, nachdem die Finanzierung gesichert war. Unter anderem gewann EnBW das kanadische Energieunternehmen Enbridge als Co-Investoren. Enbridge wird einen Anteil von bis zu 49,9 % besitzen.
Zum 17. Januar 2018 wurde eine Sicherheitszone mit 500 Meter Entfernung um die geplanten Standorte der äußeren Windenergieanlagen des Bauvorhabens eingerichtet, damit die Bauarbeiten vor Ort beginnen können. Diese Sicherheitszone grenzt direkt an die bestehende Sicherheitszone um den OWP Global Tech I.
Das erste Fundament des Windparks wurde im April 2018 installiert.
Der als Erweiterung gesehene Offshore-Windpark Albatros wurde im Anschluss errichtet.
Im Juli 2019 speiste ein Teil der bisher im Windpark errichteten Windkraftanlagen bereits elektrische Energie ins Netz ein. Mitte August 2019 wurden die letzten Windenergieanlagen errichtet. Die offizielle Betriebsaufnahme des Windparks fand im Oktober 2019 statt.

## Netzanbindung
Der OWP Hohe See ist über Hochspannungs-Dreiphasenwechselstrom-Seekabel mit der Konverterplattform „BorWin gamma“ an der Südspitze des OWP verbunden. Von hier führt die HGÜ „BorWin 3“ die gewonnene elektrische Energie zur Konverterstation Emden Ost an Land, um sie in das 380-kV-Netz einzuspeisen.

## Betrieb
Zur Wartung der Offshore-Windparks Hohe See und Albatros setzen Siemens Gamesa und EnBW ein Spezialschiff ein. Die Bibby Wavemaster Horizon bietet Platz für eine sechzigköpfige Mannschaft, darunter bis zu 40 Techniker, und kann bis zu einem Monat im Windpark unterwegs sein, bevor sie wieder den Heimathafen Emden anlaufen muss. Zur Ausstattung für die Belegschaft zählen unter anderem ein Fitnessstudio, eine Bordkantine, ein Kino und ein Bordhospital. Um einen möglichst einfachen Übergang vom Schiff auf die Plattformen der Windenergieanlagen zu ermöglichen, verfügt das Schiff über eine höhenverstellbare, ausfahrbare Gangway. Die Gangway wird über einen Fahrstuhl, dessen Ausstiegshöhe stufenlos zwischen 9,5 und 28,5 m Höhe verstellbar ist, betreten. Außerdem verfügt das Schiff über einen Spezialkran, dessen Steuerung die Bewegungen des Schiffs automatisch ausgleicht. Ersatzteile können auf Paletten auf dem Vordeck des Schiffs gelagert werden. Die Dienstgeschwindigkeit des Schiffs beträgt 13,8 Knoten (ca. 25 km/h).
Das Schiff wurde im Oktober 2019 in Hamburg offiziell in Betrieb gestellt.